# 회색가시쥐
회색가시쥐(Acomys cineraceus)는 쥐과에 속하는 설치류이다. 에티오피아와 케냐, 수단, 우간다에서 발견된다. 자연 서식지는 건조 사바나 지역과 습윤 사바나 지역, 암반 지대, 경작지 그리고 시골 정원 지역이다.

## 특징
꼬리 길이 72~121mm를 제외한 몸길이가 89~116mm인 작은 설치류로 발 길이는 13~19mm, 귀 길이는 13~18mm, 몸무게는 61g이다. 등 쪽은 회색부터 거무스레한 갈색까지 다양하고 옆구리는 불그스레한 갈색을 띠는 반면에 배 쪽은 희다. 머리에 희끄무레한 작은 반점이 있다. 다리는 희다.

## 생태
해질녘과 밤에 주로 활동한다. 암석 지대를 잘 오르내린다. 먹이는 주로 곤충이고, 무척추동물과 식물 씨앗을 먹기도 한다. 분포 지역 남단에서 11월과 12월 그리고 5월과 6월의 우기철에 임신한 암컷이 발견되고, 두 번의 번식기를 갖는 것으로 추정된다.

## 분포 및 서식지
수단과 남수단, 에티오피아, 지부티에 널리 분포한다. 해발 200m와 500m 사이의 나무로 덮힌 사바나 지역의 암반 육괴 지역에서 서식한다. 나일강을 따라 마을과 건물에서도 관찰되고 분포 지역 남단의 평야와 건조 사바나 지역, 목초지와 습지 가장자리에서도 발견된다.